# Список серий «Блич» (сезоны 13-16)
Серии аниме «Блич» можно условно разделить по сюжетным аркам. Все они созданы компаниями TV Tokyo, Dentsu и Studio Pierrot под руководством режиссёра Нориюки Абэ по манге «Блич» автора Тайто Кубо.
13 сезон носит название «Восстание Дзанпакто».
Серии начали выходить с 28 июля 2009 года по 6 апреля 2010 года на TV Tokyo. Эпизоды этого сезона используют пять музыкальных тем для озвучивания вступительной и заключительной заставок. Вступительные заставки — «Shoujo S» в исполнении Scandal и «Anima Rossa» в исполнении Porno Graffitti, заключительные заставки — «Mad Surfer» в исполнений Асай Кэнъити, «Sakurabito» в исполнении SunSet Swish и «On a Journey to You» в исполнении RSP. Состоит из 36 серий.
14 сезон носит название «Арранкары: Разрушение».
Серии начали выходить с 13 апреля 2010 года по 5 апреля 2011 года на TV Tokyo. Эпизоды этого сезона используют шести музыкальных тем для озвучивания вступительной и заключительной заставок. Вступительные заставки — «chAngE» в исполнении Мива и «Ranbu no Melody» в исполнении SID, заключительные заставки — «Stay Beautiful» в исполнении Diggy-MO`, «Echoes» в исполнении Universe, «Last Moment» в исполнении Spyair и «Song for...» в исполнении Rookiez is Punk`d. Состоит из 51 серии.
15 сезон носит название «Вторжение в Готэй 13».
Серии начали выходить с 12 апреля по 4 октября 2011 года на TV Tokyo. Эпизоды этого сезона используют три музыкальные темы для озвучивания вступительной и заключительной заставок. Вступительная заставка — «Blue» в исполнении Vivid, заключительные заставки — «Aoi Tori» в исполнении Фумика и «Haruka Kanata» в исполнении Unlimits. Состоит из 26 серий.
16 сезон называется «Потерянное удостоверение синигами».
Серии начали выходить с 11 октября 2011 года по 27 марта 2012 года на TV Tokyo. Эпизоды этого сезона используют три музыкальные темы для озвучивания вступительной и заключительной заставок. Вступительная заставка — «Harukaze» в исполнении Scandal, заключительная заставка — «Re: pray» в исполнении Aimer и «Mask» в исполнении Aqua Timez. Состоит из 24 серий.

## Список серий

### Сезон 13: Восстание Дзампакто (2009—2010)
| № серии | Заглавие | Экранизированные главы манги | Трансляция в Японии   |
| ------- | --- | ---------------------------- | --------------------- |
| 230     | Новый враг? Воплощение Дзампакто! «Aratanaru teki! Zanpakutō jittaika» (新たなる敵！斬魄刀実体化)                                         | Нет (филлер)                 | 28 июля 2009 года     |
| 231     | Бякуя, исчезновение с сакурой «Byakuya, sakura totomo ni shō yu» (白哉、桜と共に消ゆ)                                                     | Нет (филлер)                 | 4 августа 2009 года   |
| 232     | Содэ но Сираюки против Рукии! Сомнения в сердце «Sode no Shirayuki VS Rukia! Kokoro no madoi» (袖白雪vsルキア！心の惑い)                  | Нет (филлер)                 | 11 августа 2009 года  |
| 233     | Дзангэцу, обратившийся во врага «Teki to natta Zangetsu» (敵となった斬月)                                                                 | Нет (филлер)                 | 18 августа 2009 года  |
| 234     | Рэндзи потрясён?! Два Дзабимару «Renji kyōgaku!? Futari no Zabimaru» (恋次驚愕!? 2人の蛇尾丸)                                             | Нет (филлер)                 | 25 августа 2009 года  |
| 235     | Столкновение! Хисаги против Кадзэсини «Gekitotsu! Hisagi vs Kazeshini» (激突！檜佐木vs風死)                                               | Нет (филлер)                 | 1 сентября 2009 года  |
| 236     | Высвобождение! Новая Гэцуга Тэнсё «Hanate! Arata naru Getsuga Tenshō» (放て！新たなる月牙天衝)                                            | Нет (филлер)                 | 8 сентября 2009 года  |
| 237     | Сой Фон, Дзампакто окружены «Soi Fon, zanpakutō o hōi seyo» (砕蜂、斬魄刀を包囲せよ)                                                      | Нет (филлер)                 | 15 сентября 2009 года |
| 238     | Дружба? Ненависть? Хайнэко и Тобиумэ «Yūjō? Keno? Haineko & Tobiume» (友情？嫌悪？灰猫＆飛梅)                                             | Нет (филлер)                 | 22 сентября 2009 года |
| 239     | Пробуждение Хёримару! «Mezameyo Hyōrinmaru!» (目覚めよ氷輪丸！)                                                                           | Нет (филлер)                 | 29 сентября 2009 года |
| 240     | Предательство Бякуи! «Uragiri no Byakuya» (裏切りの白哉)                                                                                  | Нет (филлер)                 | 6 октября 2009 года   |
| 241     | Во имя гордости! Бякуя против Рэндзи! «Hokori no tame ni! Byakuya VS Renji» (誇りのために！白哉VS恋次)                                    | Нет (филлер)                 | 13 октября 2009 года  |
| 242     | Синигами и Дзампакто, всеобщее выступление! «Shinigami & zanpakutō, sou shutsugeki» (死神＆斬魄刀、総出撃)                                | Нет (филлер)                 | 20 октября 2009 года  |
| 243     | Лицом к лицу! Ичиго против Сэмбондзакуры! «Ikkiuchi! Ichigo VS Senbonzakura» (一騎打ち！一護VS千本桜)                                     | Нет (филлер)                 | 27 октября 2009 года  |
| 244     | Долгожданное появление Кэмпати! «Man o jishite...Kenpachi toujou!» (満を持して…剣八登場！)                                                | Нет (филлер)                 | 3 ноября 2009 года    |
| 245     | Преследуя Бякую! Отряды Готэй в замешательстве «Byakuya o oe! Konran no Gotei tai» (白哉を追え！混乱の護廷隊)                             | Нет (филлер)                 | 10 ноября 2009 года   |
| 246     | Спецмиссия! Спасение командира Ямамото! «Tokumu! Yamamoto sō taichō o kyūshutsu seyo!» (特務！山本総隊長を救出せよ！)                     | Нет (филлер)                 | 17 ноября 2009 года   |
| 247     | Обманутый Синигами! Угроза разрушения мира! «Damasareta shinigami! Sekai hōkai no kiki!» (騙された死神！世界崩壊の危機)                   | Нет (филлер)                 | 24 ноября 2009 года   |
| 248     | Дракон Льда и Дракон Пламени! Великое противостояние! «Kōri no ryū to honō no ryū! Saikyō taiketsu!» (氷の龍と炎の龍！最強対決！)         | Нет (филлер)                 | 1 декабря 2009 года   |
| 249     | Банкай Сэмбондзакура! Битва за этот мир! «Senbonzakura bankai! Genze no kōbō!» (千本桜卍解！現世の攻防)                                   | Нет (филлер)                 | 8 декабря 2009 года   |
| 250     | Тот человек - ради клана Кучики! «Sono otoko・Kuchiki-ke yue ni!» (その男・朽木家ゆえに)                                                  | Нет (филлер)                 | 15 декабря 2009 года  |
| 251     | Тёмная история! Рождение несчастнейшего Синигами! «Yami no rekishi! Saikyō no shinigami, tanjō!» (闇の歴史！最凶の死神、誕生)             | Нет (филлер)                 | 22 декабря 2009 года  |
| 252     | Бякуя, правда о его предательстве! «Byakuya, uragiri ni kakusa re ta shinjitsu!» (白哉、裏切りに隠された真実)                             | Нет (филлер)                 | 5 января 2010 года    |
| 253     | Мурамаса показывает своё истинное лицо! «Akasa re ta Muramasa no shōtai!» (明かされた村正の正体)                                          | Нет (филлер)                 | 12 января 2010 года   |
| 254     | Бякуя и Рэндзи, возвращение 6-го отряда! «Byakuya to Renji, roku ban tai futatabi!» (白哉と恋次、六番隊再び)                              | Нет (филлер)                 | 19 января 2010 года   |
| 255     | Последняя глава - Дзампакто, неизвестные рассказы! «Shūshō·Zanpakutō Ibun Hen!» (終章・斬魄刀異聞篇)                                      | Нет (филлер)                 | 26 января 2010 года   |
| 256     | Бякуя в гневе! Дом Кучики разрушен! «Ikari no Byakuya! Kuchiki-ka hōkai!» (怒りの白哉！朽木家崩壊)                                        | Нет (филлер)                 | 2 февраля 2010 года   |
| 257     | Новый враг! Истинная природа Мечей-Зверей! «Arata na teki! Gatana-jū no shōtai!» (新たな敵！刀獣の正体)                                   | Нет (филлер)                 | 9 февраля 2010 года   |
| 258     | Заблудившаяся змея, страдающая обезьяна! «Maigo no hebi, jyunan no zaru!» (迷子の蛇 受難の猿)                                             | Нет (филлер)                 | 16 февраля 2010 года  |
| 259     | Страх! Монстр, который скрывается в подземелье «Kyōfu! Chika ni hisomu kaibutsu» (恐怖！地下に潜む怪物)                                   | Нет (филлер)                 | 23 февраля 2010 года  |
| 260     | Конец?! Хисаги против Кадзэсини «Kecchaku!? Hisagi VS Kazeshini» (決着！？檜佐木VS風死)                                                   | Нет (филлер)                 | 3 марта 2010 года     |
| 261     | Человек с неизвестной способностью! Предназначение Орихиме «Michi naru nōryoku sha! Nera wa re ta Orihime» (未知なる能力者！狙われた織姫) | Нет (филлер)                 | 9 марта 2010 года     |
| 262     | Хайнэко плачет! Трагедия мечей-зверей «Haineko gōkyū! Higeki no tou-jū» (灰猫号泣！悲劇の刀獣)                                            | Нет (филлер)                 | 16 марта 2010 года    |
| 263     | Заключение?! Сэмбондзакура и Дзабимару «Yūhei?! Senbonzakura & Zabimaru» (幽閉？！千本桜＆蛇尾丸)                                         | Нет (филлер)                 | 23 марта 2010 года    |
| 264     | Битва женщин? Нанао против Катэн Кёкоцу «Onna no tatakai? Nanao VS Katen Kyōkotsu» (女の戦い？七緒ＶＳ花天狂骨)                           | Нет (филлер)                 | 30 марта 2010 года    |
| 265     | Эволюция?! Угроза последнего дикого меча «Shinka?! Saigo no Tōjū no kyōi» (進化！？最後の刀獣の脅威)                                      | Нет (филлер)                 | 6 апреля 2010 года    |

### Сезон 14: Арранкары: Разрушение (2010—2011)
| 266 | Ичиго против Улькиоры «Ichigo VS Urukiora» (エ一護VSウルキオラ)                                                                                         | 316-340 (по частям) | 13 апреля 2010 года   |
| Данная серия показывает предыдущие битвы синигами и арранкаров в городе Каракура. В Уэко Мундо Ичиго пытается попасть в Лас Ночес чтобы спасти Иноуэ. Тем временем Улькиорра спрашивает у Иноуэ о человеческой душе и её связях. Иноуэ отвечает что те люди которые дороги друг другу, разделяют душу между собой. В этот момент появляется Ичиго и начинает сражение с Улькиоррой. | |                     |                       |
| 267 | Соединенные сердца! Левый кулак готов нанести смертельный удар «Tsunagaru kokoro! Kesshi no hidari kobushi!» (繋がる心！決死の左拳)                     | 340-342             | 20 апреля 2010 года   |
| Ичиго продолжает сражение с Улькиоррой. Садо и Рэндзи продолжают сражение с пустыми. Рукия продолжает сражение с Лодбоном во время которого Лодбон высвобождает свою форму. Ямми решает помочь Улькиорре разобраться с Ичиго. После победы над пустыми Садо и Рэндзи начинают сражение с песочным Меносом и, объединив свой силы, одолевают его. Улькиорра готов нанести Ичиго ранение, но того выручает Иноуэ. | |                     |                       |
| 268 | Ненависть и ревность, дилемма Орихиме «Zouo to shitto kyuuchi no Orihime» (憎悪と嫉妬 窮地の織姫)                                                       | 341-343             | 27 апреля 2010 года   |
| Сражение между Ичиго и Улькиоррой продолжается. На Иноуэ снова нападают Лоли и Мэноли. Позже прибывает Ямми и убивает их и готов убить Иноуэ, но её спасает Урю и начинает бой с Ямми. | |                     |                       |
| 269 | Ичиго и Урю, спиной к спине «Ichigo to Uryuu, se naka awase no kizuna» (憎悪と嫉妬 窮地の織姫)                                                          | 343-345             | 4 мая 2010 года       |
| Ичиго продолжает сражение с Улькиоррой. После тяжёлой битвы Урю одолевает Ямми. Тем временем Рукия продолжает сражение с Экзекиасами, созданных Лодбоном с помощью своей высвобожденной формы. Рэндзи и Садо приходят к Рукий на помощь и начинают бой. Ичиго надевает маску пустого, а Улькиорра преображается в свою настоящую форму. | |                     |                       |
| 270 | Начало отчаяния... Ичиго, клинок, не достигающий врага «Zetsubō no hajimari...Ichigo, todokanu yaiba» (絶望の始まり…一護、届かぬ刃)                     | 346-348             | 11 мая 2010 года      |
| Бой между Ичиго и Улькиоррой продолжается. Улькиорра преображается во вторую форму своего дзанпакто. Ичиго пытается его атаковать силой пустого, но терпит поражение и проигрывает. | |                     |                       |
| 271 | Ичиго умирает! Орихиме, скорбный плач! «Ichigo shisu! Orihime, hitsū no sakebi!» (一護死す！織姫、悲痛の叫び！)                                         | 349-351             | 18 мая 2010 года      |
| Улькиорра убивает Ичиго, при этом оставив ему дыру на груди. Урю начинает сражение с Улькиоррой, а Иноуэ пытается вылечить смертельную рану Куросаки, однако оба терпят поражение от руки Улькиорры. Улькиорра готов убить Урю, но в последний миг пробуждается пустой внутри Ичиго и начинает схватку с Улькиоррой. Пустой Ичиго одолевает Улькиорру, при этом лишив его руки и ноги, и под конец боя использует серо против Улькиорры. | |                     |                       |
| 272 | Ичиго против Улькиорры, заключение! «Ichigo VS Urukiora, kecchaku!» (一護VSウルキオラ、決着！)                                                          | 352-354             | 25 мая 2010 года      |
| Рукия, Рэндзи и Садо побеждают Лодбона, тем самым останавливая процесс возрастания Экзекиас. Появляется Ямми и начинает сражение с Рукией, Рэндзи и Садо. Тем временем Пустой Ичиго после использования серо лишает Улькиорру крыла и хочет добить, но его останавливает Урю, на что Пустой Ичиго ранит Урю. Пустой Ичиго хочет убить Урю с помощью серо, но раненый Улькиорра отрезает ему рог и отменяет атаку. Ичиго приходит в норму, при этом дыра, которую ему сделал Улькиорра, исчезает. Ичиго говорит Улькиорре, чтобы они сражались наравне, так как Ичиго был без сознания, и просит ему тоже отрезать руку и ногу. Улькиорра соглашается на это предложение, но из-за полученных ран Улькиорра начинает рассыпаться. В конце Улькиорра вспоминает свой последний разговор с Иноуэ о человеческой душе и, сказав, что он начал лучше понимать людей, рассыпаясь, исчезает. | |                     |                       |
| 273 | Ярость Акулы! Появление Харрибэл «Same no mōi! Hariberu kaihō» (鮫の猛威！ハリベル解放)                                                                 | 354-356             | 1 июня 2010 года      |
| Рукия, Рэндзи и Садо начинают сражение с Ямми. Во время боя Ямми высвобождает свою форму и выясняется что Ямми одновременно и 10 и 0 член Эспады. Рукия, Рэндзи и Садо атакуют Ямми самыми мощными атаками, но терпят поражения. Тем временем в фальшивой Каракуре продолжается сражение между арранкарами и синигами. Во время битвы с Тосиро Тиа высвобождает свою форму и лишает Хицугайю левого крыла, но Тосиро предвидел это и использовал ледяного клона для приманки. Битва продолжается. | |                     |                       |
| 274 | Хицугая, в решительном порыве - Хётэн Хёккасо, Похороны Ста Цветов Ледяных Небес «Hitsugaya, sutemi no Hyōten Hyakkasō!» (日番谷、捨て身の氷天百華葬！) | 356-358             | 8 июня 2010 года      |
| Битва между Тосиро и Тией продолжается. Барраган рассказывает Сой Фон и Марэтиё о том, что каждый член Эспады символизирует смерть по качествам человека.(1 — одиночество, 2 — старость, 3 — жертвенность, 4 — отчаяние, 5 — тщеславие, 6 — разрушение, 7 — интоксикацию, 8 — безумие, 9 — жадность, 10/0 — ярость) Тосиро направляет самые мощные атаки на Тию, но та отражает. Тосиро использует самою мощную технику своего Банкая, Хётэн Хёккасо. | |                     |                       |
| 275 | Дыхание близкой гибели - Повелитель Смерти! «Semaru shi no ibuki, shi o tsukasadoru ou!» (迫る死の息吹、死を司る王！)                                   | 356, 358            | 15 июня 2010 года     |
| С помощью Хётэн Хёккасо, Тосиро побеждает Тию, заморозив её. Барагган высвобождает свою форму и атакует Сой Фон. Сой Фон лишается руки. | |                     |                       |
| 276 | Битва в один удар. Банкай Сой Фон! «Ichigeki kessatsu, Soifon, bankai!» (一撃決殺、砕蜂、卍解！)                                                        | 358-361             | 22 июня 2010 года     |
| Марэтиё становится приманкой, пока Сой Фон обдумывает план нападения. Марэтиё пытается атаковать Баррагана, но тот с помощью «дыхания смерти» уничтожает все его атаки. Сой Фон атакует Баррагана с помощью своего Банкая. | |                     |                       |
| 277 | Накал битвы! Кёраку против Старрка! «Hakunetsu! Kyōraku VS Sutāku!» (白熱！京楽ＶＳスターク！)                                                          | 361-362             | 29 июня 2010 года     |
| Сой Фон побеждает Баррагана. Сражение между Старрком и Кёраку продолжается. Старрк вместе с Лилинетт объединяются в истинную форму Старрка. Старрк атакует Кёраку с помощью серо своих пистолетов. В сражение со Старрком вступает Укитакэ. | |                     |                       |
| 278 | И снова - кошмар. Возрождение Эспады «Akumu futatabi...fukkatsu no Esupāda» (悪夢再び…復活の十刃)                                                       | 363-364             | 6 июля 2010 года      |
| Укитакэ и Кёраку начинают сражение против Старрка. Появляется Вандервайс вместе с Меносом и освобождают Тию, Баррагана, Айдзэна, Гина и Тосэна из ловушек созданных синигами. Вандервайс и Старрк серьёзно ранят Укитакэ и Кёраку. Кажется уже что битва проиграна, как вдруг появляются Вайзарды и начинают сражение с арранкарами. | |                     |                       |
| 279 | Хирако и Айдзэн...судьбоносная встреча! «Hirako to Aizen... innen no saikai!» (平子と藍染…因縁の再会！)                                                 | 365-367             | 13 июля 2010 года     |
| Менос который пришёл вместе с Вандервайсом высвобождает Меносов Грандэ. Вайзарды одолевают всех Меносов Грандэ, с помощью масок пустых. Начинаются сражения Хиёри Саругаки, Лизы Ядомару и Тосиро Хицугаи против Тии Харрибэл; Сой Фон, Марэтиё и Хатигэна Усёды против Бараггана Луизенбарна; Лав Айкава и Родзюро Оторибаси против Койота Старрка; Садзин Комамура, Сюхэй Хисаги и Синдзи Хирако против Тосэна Канамэ; Масиро Куна против Вандервайса Марджела. | |                     |                       |
| 280 | Хисаги и Тосэн, время расставания «Hisagi to Tōsen, ketsubetsu no toki» (檜佐木と東仙、訣別の時)                                                        | 368-369             | 20 июля 2010 года     |
| Битва между синигами, вайзардами и арранкарами начинается, при этом синигами в союзе с вайзардами. Масиро уничтожает последнего Меноса и начинает бой с Вандервайсом. Тем временем Хати атакует Баррагана с помощью кидо, но тот отражает все атаки. Хати создаёт самое мощное кидо и заключив в него Баррагана. Сой Фон использует свой Банкай и наносит Баррагану фатальный удар. | |                     |                       |
| 281 | Корона лжи, досада Баррагана «Itsuwari no ōkan, Baragan no enkon» (偽りの王冠、バラガンの怨恨)                                                          | 370-371             | 27 июля 2010 года     |
| Воспоминания Баррагана о том дне как он впервые встретился с Айдзэном. Барраган выбирается из ловушки и направляет «дыхание смерти» на Хати, но Хати, лишившись руки, направляет «дыхание смерти» на Баррагана. Перед смертью Барраган направляет свой дзанпакто на Айдзэна, но тот уничтожает его. Барраган умирает. Синдзи начинает сражение с Гином. Старрк решает отомстить за смерть Баррагана. | |                     |                       |
| 282 | Сила души! Атакуйте, Волки! «Tamashī no chikara! Rosu Robosu, shūrai!» (魂の力！群狼、襲来！)                                                           | 372-373             | 3 августа 2010 года   |
| Лав и Родзюро продолжают сражение со Старрком. Лав и Родзюро атакуют Старрка своими мощными атаками, но тот нейтрализует все атаки. Старрк призывает своих койотов и начинает сражение в полную силу. Лав и Родзюро терпят поражение. | |                     |                       |
| 283 | Старрк, битва в одиночку «Sutāku, tatta hitori no tatakai» (スターク、たった独りの戦い)                                                                 | 374-375             | 10 августа 2010 года  |
| Воспоминания Старрка о том дне когда он и Лилинетт впервые встретились с Айдзэном. Восстановившийся Кёраку начинает сражение со Старрком. Кёраку высвобождает свой дзанпакто и атакует Старрка. Лилинетт, в форме койота, подставляет себя под удар Кёраку и впоследствии умирает. Кёраку атакует Старрка и обезвредив его убивает. Тем временем Айдзэн смертельно ранит Тию, считая, что она слишком слаба чтобы за него сражаться. | |                     |                       |
| 284 | Цепь жертв, прошлое Харрибэл «Gisei no rensa, Hariberu no kako» (犠牲の連鎖、ハリベルの過去)                                                            | 376                 | 17 августа 2010 года  |
| Воспоминания Халиберр о её первых встрече со своим Франсьоном и Айдзэном. Тия пытается убить Айдзэна, но тот создаёт иллюзию и тяжело ранит её. | |                     |                       |
| 285 | Столетняя обида! Месть Хиёри «Hyakunen no enkon! Hiyori no fukushū» (百年の怨恨！ひよ里の復讐)                                                          | 376-378             | 24 августа 2010 года  |
| Масиро проигрывает Вандервайсу. Кэнсэй решает помочь Масире и начинает сражение с Вандервайсом. Хиёри пытается атаковать Айдзэна, но её смертельно ранит Гин. Тем временем в Уэко Мундо Рукия, Рэндзи и Садо продолжают бой с Ямми, но проигрывают ему. Ичиго направляется на помощь к друзьям. | |                     |                       |
| 286 | Возвращение Ичиго! Защитить город Каракура «Ichigo no kikan! Karakura-cho o mamore» (一護の帰還！空座町を護れ)                                          | 378-380             | 31 августа 2010 года  |
| Ичиго начинает сражение с Ямми. Ичиго использует маску пустого и Гэцугу тэнсё против Ямми, но атака оказалась бессполезной. На помощь к Куросаки приходят Дзараки и Бякуя. Тем временем Маюри создаёт пространственные врата с помощью технологий умершего Заелья-Апорро. С помощью врат Ичиго и Рэцу Унохана направляются обратно в Каракуру. Дзараки и Бякуя начинают бой против Ямми. | |                     |                       |
| 287 | Гайдэн! Ичиго и волшебная лампа «Gaiden! Ichigo to mahou no ranpu» (一外伝！一護と魔法のランプ)                                                         | Нет (филлер)        | 7 сентября 2010 года  |
| 288 | Заключительная козырная карта! Ичиго - к решающему сражению «Saigo no kirifuda! Ichigo, kessen e» (一最後の切り札！一護、決戦へ)                        | 381-382             | 14 сентября 2010 года |
| Ичиго и Унохана отправляются в Каракуру чтобы остановить Айдзэна. Дзараки начинает сражение с Ямми. Направляясь в пространственном измерений в Каракуру, Унохана рассказывает Ичиго о дзанпакто Айдзэна и его силе гипноза и что Ичиго единственный кто может противостоять способности Айдзэна. Бякуя решает вступить в сражение с Ямми. | |                     |                       |
| 289 | Бьякуя против Кэмпати?! Схватка начинается «Byakuya VS Kenpachi?! Ransen kaishi» (一一白哉ＶＳ剣八？！乱戦開始)                                         | 382-384             | 21 сентября 2010 года |
| Бякуя и Дзараки начинают сражение против Ямми. Во время боя Ямми высвобождает свою вторую форму и начинает атаковать в полную силу. Тем временем в Каракуре Комамура и Хисаги продолжают сражение с Тосэном. Синдзи начинает схватку с Айдзэном. Во время боя Тосэн использует маску пустого, тем самым выясняется, что Тосэн вайзард, и ранит Хисаги. | |                     |                       |
| 290 | Ради Правосудия?! Человек, который покинул Синигами «Seigi no tame ni?! Shinigami o suteta otoko» (一一正義の為に？！死神を捨てた男)                    | 385-386             | 28 сентября 2010 года |
| В бою с Тосэном Камамура использует свой Банкай, но попытка оказывается бесполезной. Тосэн превращается в пустого и атакует Камамуру. | |                     |                       |
| 291 | Отчаянная битва с Айдзэном! Сикай Хирако! «Aizen to no shitō! Hirako, shikai!» (一一藍染との死闘！平子、始解！)                                         | 386-387             | 5 октября 2010 года   |
| Воспоминания Тосэна о том дне когда он и Камамура стали синигами. Тосэн ранит Камамуру и уничтожает его Банкай. Тосэн наносит финальный удар, но его смертельно ранит Хисаги. Синдзи атакует Айдзэна с помощью своего сикая, но терпит поражение. Тосэн получает зрение и прося прощения у Камамуры и Хисаги за совершённые им ошибки умирает. Ичиго прибывает в Каракуру и атакует Айдзэна. | |                     |                       |
| 292 | Айдзэн против Синигами «Aizen Tai Shinigami» (アイゼ ン VS 死神)                                                                                        | 388-389             | 12 октября 2010 года  |
| Ичиго использует против Айдзэна силу пустого, но терпит поражение. Синигами и Вайзарды решают помочь Ичиго победить и начинают атаковать Айдзэна. Тосиро использует свой Банкай в битве с Айдзэном. | |                     |                       |
| 293 | Хицугая в ярости! Лезвие ненависти! «Hitsugaya, gekkō! Nikushimi no ha!» (日番谷、激昂！憎しみの刃！)                                                   | 390-392             | 19 октября 2010 года  |
| Синигами и Вайзарды атакуют Айдзэна. Тосиро, используя свой Банкай, ранит Айдзэна, но выясняется что Айдзэн использовал силу Кёкасуйгэцу и Тосиро на самом деле ранил Хиномори. Синигами и Вайзарды терпят поражение. | |                     |                       |
| 294 | Невозможно атаковать? Запечатанный Гэнрюсай «Kōgeki funō? Fūji rareta Genryūsai» (攻撃不能？封じられた元柳斎！)                                         | 393-395             | 26 октября 2010 года  |
| Ямамото начинает сражение с Айдзэном. Ямамото создаёт мощной пламя и готов испепелить Айдзэна, но принявший свою форму Вандервайс забирает всю силу у Ямамото и начинает с ним сражение. Ямамото побеждает Вандервайса и наносит на Айдзэна финальный удар, но тот отклоняется от его атаки. Ичиго начинает атаковать Айдзэна. | |                     |                       |
| 295 | Всё это — ловушка… Созданные связи «Subete wa wana... shikumareta kizuna!» (全ては罠...仕組まれた絆！)                                                  | 396-397             | 2 ноября 2010 года    |
| Ичиго выясняет что Айдзэн уже вселил в себя Хогёку. Айдзэн рассказывает что все сражения Ичиго были частью его плана. | |                     |                       |
| 296 | Шокирующая правда... Сила, скрытая в Ичиго «Shōgeki no shinjitsu...Ichigo ni himerareta chikara!» (衝撃の真実...一護に秘められた力！)                   | 397-398             | 9 ноября 2010 года    |
| Айдзэн рассказывает Ичиго о том, что он знал о нём с самого его рождения. Появляется Иссин и начинает сражение с Айдзэном, а Ичиго начинает сражение с Гином. | |                     |                       |
| 297 | Вытягивающийся клинок?! Ичиго против Гина «Nobiru ha!? Ichigo VS Gin!» (伸びる刃！？一護VSギン！)                                                       | 398-401             | 16 ноября 2010 года   |
| Гин высвобождает свой Банкай и применяет его против Ичиго, но тот отражает атаку. Во время битвы с Иссином, Айдзэн рассказывает ему о настоящей силе Хогёку, что тот не только служит границей силы пустых и синигами, а его истинная связывать души по их желанию. Появляется Урахара и начинает атаковать Айдзэна. | |                     |                       |
| 298 | Фильм! Праздник! Кинофестиваль Синигами «Eiga da! Matsuri da! Shinigami eiga sai!» (映画だ！祭りだ！死神映画祭！)                                       | Нет (филлер)        | 23 ноября 2010 года   |
| 299 | День открытия театра! Глава Ада: Пролог «Gekijō kōkai kinen! Jigoku Hen・Joshō» (劇場公開記念！地獄編・序章)                                            | Нет (филлер)        | 30 ноября 2010 года   |
| 300 | Появление Урахары! Остановить Айдзэна! «Urahara tōjō! Aizen o soshi seyo!» (浦原登場！藍染を阻止せよ！)                                                 | 402-404             | 7 декабря 2010 года   |
| В бою с Айдзэном, Урахара использует кидо и накладывает на него печать, но Айдзэн отражает все атаки с помощью силы Хогёку. Ичиго продолжает сражение против Гина. Ёруити появляется и начинает сражение с Айдзэном. Иссин, Урахара и Ёруити вместе атакуют Айдзэна, но терпят поражение. Восстановившись после боя, Рангику решает остановить Гина. | |                     |                       |
| 301 | Ичиго, потерянный боевой дух? Размышления Гина «Ichigo, seni sōshitsu!? Gin no omowaku!» (一護、戦意喪失！？ギンの思惑！)                               | 405-407             | 14 декабря 2010 года  |
| Иссин, Урахара и Ёруити проигрывают Айдзэну, а Ичиго проигрывает Гину. Айдзэн преображается в первую форму пустого и вместе с Гином направляются в настоящую Каракуру, чтобы создать ключ короля душ. Ичиго и Иссин тоже туда направляются, но перед сражением с Айдзэном, Иссин решает научить Ичиго «Финальной Гэцуге Тэнсё». | |                     |                       |
| 302 | Финальная Гэцуга Тэнсё?! Ичиго, постижение! «Saigo no Getsuga Tenshō!? Ichigo no shugyō!» (最後の月牙天衝！？一護の修行！)                              | 408-410             | 21 декабря 2010 года  |
| Ичиго начинает тренировку по получению «Финальной Гэцуге Тэнсё». Тем временем в Каракуре Кейго и Тацуки узнают что Каракура в другой местности. Ичиго попадает в глубину своей души и встречает там Тэнсу Дзангэцу, вторую форму Дзангэцу, и начиная с ним бой, вытаскивает из тела Ичиго, Хичиго. Айдзэн и Гин заметив Кэйго и Тацуки нападают на них. | |                     |                       |
| 303 | Реальный мир и Синигами! Новогодний спецвыпуск! «Gense mo shinigami mo! Oshōgatsu supesharu!» (現世も死神も！お正月スペシャル！)                        | Нет (филлер)        | 4 января 2011 года    |
| 304 | Ещё один гайдэн! В этот раз враг - монстр?! «Gaiden futatabi! Kondo no teki wa monsutā!?» (外伝再び！今度の敵はモンスター！？)                          | Нет (филлер)        | 11 января 2011 года   |
| 305 | Взрыв бреда! Хисаги, вперёд, в онсэн-гостиницу! «Mousou bakusō! Hisagi, onsen ryokan e!» (妄想爆走！檜佐木、温泉旅館へ！)                               | Нет (филлер)        | 18 января 2011 года   |
| 306 | Чтобы защитить! Ичиго против Тэнса Дзангэцу «Mamoru tame ni! Ichigo VS Tensa Zangetsu!» (護るために！一護ＶＳ天鎖斬月！)                                | 411-412             | 25 января 2011 года   |
| Ичиго начинает сражение с став одним целым Тэнсой Дзангэцу и Хичиго. На помощь к Тацуки и Кэйго приходит Дон Канондзи, но терпит поражение. Появляется Рангику чтобы сразиться с Айдзэном, но ту уносит Гин и после короткого разговора ранит её. Тацуки, Кэйго и Дон Канондзи пытаются скрыться от Айдзэна, но тот в миг находит их. | |                     |                       |
| 307 | Критическое положение! Айдзэн, сверхэволюция! «Kinkyū jitai! Aizen, saranaru shinka!» (緊急事態！藍染、更なる進化！)                                    | 413-415             | 1 февраля 2011 года   |
| Ичиго продолжает сражение с Тэнсой Дзангэцу. Мидзуиро и Курумадани Зэнноски пытается остановить Айдзэна, но терпят поражение. Гин возвращается к Айдзэну и неожиданно атакует его. Гин рассказывает что его настоящей целью было убийство Айдзэна и нанося ему смертельную рану, забирает Хогёку. Однако Айдзэну удаётся выжить так как Хогёку уже стал частью его и убивает Гина. | |                     |                       |
| 308 | Прощай... Рангику «Sayonara...Rangiku» (さよなら…乱菊)                                                                                                  | 416-418             | 8 февраля 2011 года   |
| Воспоминания Гина о том дне когда он стал синигами. Айдзэн убивает Гина. Рангику пришедшая в себя узнаёт о том что Гин мёртв. Ичиго возвращается в Каракуру в своей новой форме синигами и уведя Айдзэна подальше от Каракуры начинает с ним сражение. | |                     |                       |
| 309 | Исход смертельной схватки! Узри финальную Гэцуга Тэнсё! «Gekitō kecchaku! Hanate, saigo no Getsuga Tenshō!» (激闘決着！放て、最後の月牙天衝！)          | 419-421             | 15 февраля 2011 года  |
| Айдзэн полностью принимает форму Хогёку и продолжает сражение с Ичиго. Ичиго вспоминает свой бой с Тэнсой Дзангэцу, в котором он отдал ему силу «Финальной Гэцуге Тэнсё» и рассказал, что если он воспользуется ею, то навсегда потеряет силу синигами. Ичиго использует «Финальную Гэцугу Тэнсё» против Айдзэна и тем самым лишает его силы Хогёку. После этого Айдзэна запечатывает прибывший Урахара. | |                     |                       |
| 310 | Готовность Ичиго! Цена ожесточенного боя! «Ichigo no kakugo! Gekitō no daishō» (一護の覚悟!激闘の代償)                                                  | 422-423             | 22 февраля 2011 года  |
| Все раненные синигами и вайзарды восстанавливают свой силы после битвы с Айдзэном. Тем временем, Дзараки и Бякуя возвращаются в Готэй 13 после победы над Ямми. Ичиго обсуждает с Урахарой о выборе Айдзэна. Прибывают Урю, Рэндзи, Рукия, Садо и Иноуэ и встречают Ичиго, но тот теряет сознание. Совет 46 приговаривает Айдзэна к заключению в тюрьме Общества душ на 20 000 лет. Тосиро пытается усовершенствовать свой Банкай, а Рангику размышляет над выбором Гина. Спустя 10 дней Ичиго приходит в себя. Рукия рассказывает, что есть две стадии потери силы синигами, первую он уже прошёл, а вторая может начаться в любой момент. Ичиго и остальные возвращаются в Каракуру. | |                     |                       |
| 311 | Духовный Детектив: Каракурайзер, второй запуск! «Tamashī no keiji・Karakuraizā sai hasshin!» (魂葬刑事・カラクライザー再発進!)                          | Нет (филлер)        | 1 марта 2011 года     |
| 312 | Вступление в должность! Новый капитан второго отряда! «Shūnin! Arata naru ni ban tai taichō!» (就任!新たなる二番隊隊長!)                                | Нет (филлер)        | 8 марта 2011 года     |
| 313 | Человек, который рискует жизнью в 11-м отряде «Jūichi ban tai ni inochi o kaketa otoko!» (十一番隊に命を懸けた男！)                                     | Нет (филлер)        | 15 марта 2011 года    |
| 314 | Секрет красивой леди из офиса «Bijin OL no himitsu» (美人OLの秘密)                                                                                      | Нет (филлер)        | 22 марта 2011 года    |
| 315 | Друг Ятиру! Появление синигами правосудия! «Yachiru no tomo! Seigi no shinigami toujou!» (やちるの友！正義の死神登場!)                                  | Нет (филлер)        | 29 марта 2011 года    |
| 316 | Выходной Тосиро Хицугаи! «Hitsugaya Toshirō no kyūjitsu!» (日番谷冬獅郎の休日！)                                                                        | Нет (филлер)        | 5 апреля 2011 года    |

### Сезон 15: Вторжение в Готэй 13 (2011)
| 317 | Вторжение! Необычный инцидент в Сэйрэйтэе «Seireitei ni ihen?! Gotei jūsan tai shingun hen!» (瀞霊廷に異変？！護廷十三隊侵軍篇！)                        | Нет (филлер) | 12 апреля 2011 года   |
| 318 | Рэндзи против Рукии? Сражение с товарищами! «Renji VS Rukia?! Nakama to no tatakai!» (恋次ＶＳルキア？！仲間との戦い！)                                  | Нет (филлер) | 19 апреля 2011 года   |
| 319 | Ичиго в ловушке! Побег из Сообщества Душ! «Ichigo hobakumō! Sōru Sosaetī o dasshutsu seyo!» (一護捕縛網！尸魂界を脱出せよ！)                             | Нет (филлер) | 26 апреля 2011 года   |
| 320 | Готэй 13, сбор в реальном мире! «Gotei jūsan tai, gensei ni shūketsu!» (護廷十三隊、現世に集結！)                                                        | Нет (филлер) | 3 мая 2011 года       |
| 321 | Иккаку против Иккаку! «Jibun dōshi no taiketsu, Ikkaku VS Ikkaku!» (自分同士の対決、一角VS一角)                                                          | Нет (филлер) | 10 мая 2011 года      |
| 322 | Столкновение! Рукия против Рукии! «Gekitotsu! Rukia VS Rukia!» (激突！ルキアVSルキア！)                                                                  | Нет (филлер) | 17 мая 2011 года      |
| 323 | Защитите Ичиго! Решение Нодзоми «Mamore Ichigo! Nozomi no ketsui» (護れ一護！望実の決意)                                                                 | Нет (филлер) | 24 мая 2011 года      |
| 324 | Возвращение в Сэйрэтэй! Капитаны выдвигаются! «Seireitei dakkan e! Taichō tachi, ugoku!» (瀞霊廷奪還へ！隊長たち、動く！)                                | Нет (филлер) | 31 мая 2011 года      |
| 325 | Ради веры! Бякуя против Хицугаи! «Shinzuru mono no tame ni! Byakuya VS Hitsugaya!» (信ずるものの為に！白哉vs日番谷！)                                    | Нет (филлер) | 7 июня 2011 года      |
| 326 | Две Хинамори, решимость Хицугаи «Futari no Hinamori, nichi ban tani no kakugo» (ふたりの雛森、日番谷の覚悟)                                              | Нет (филлер) | 14 июня 2011 года     |
| 327 | Гордость семьи Кучики! Бякуя против Бякуи «Kuchiki ie no hokori! Byakuya VS Byakuya!» (朽木家の誇り！白哉VS白哉！)                                       | Нет (филлер) | 21 июня 2011 года     |
| 328 | Победи Кагэродзу! Война синигами! «Kageroza sa wo taose! Shinigami, sōryokusen!» (影狼佐を倒せ！死神、総力戦！)                                          | Нет (филлер) | 28 июня 2011 года     |
| 329 | Запретное исследование...Скрытый секрет Нодзоми! «Kindan no kenkyū...Nozomi ni kakusa reta hitmitsu!» (禁断の研究…望実に隠された秘密！)                  | Нет (филлер) | 5 июля 2011 года      |
| 330 | Я хочу жить...! Дзанпакто Нодзоми «Iki tai...! Nozomi no zanpakutō» (生きたい…！望実の斬魄刀)                                                            | Нет (филлер) | 12 июля 2011 года     |
| 331 | Во имя борьбы! Пробудившаяся Нодзоми! «Tatakau tame ni! Mezameyo Nozomi!» (戦うために！ 目覚めよ望実！)                                                  | Нет (филлер) | 19 июля 2011 года     |
| 332 | Злейший Рэйгай, Появление в Мире живых! «Saikyo no reigai, gensei ni genru!» (最凶の霊骸、 現世に現る！)                                                 | Нет (филлер) | 26 июля 2011 года     |
| 333 | Уничтожить Нодзоми!? Решение Гэнрюсая! «Nozomi o kesu!? Genryusai no ketsudan!» (望実を消す!? 元柳斎の決断！)                                            | Нет (филлер) | 2 августа 2011 года   |
| 334 | Рэйацу исчезает! Ичиго, битва души! «Ushinawareru reiatsu! Ichigo, tamashī no shitō!» (失われる霊圧！ 一護、魂の死闘！)                                  | Нет (филлер) | 9 августа 2011 года   |
| 335 | Скрытые в мире пропасти? Одинокий Ичиго?! «Dangai ni senpuku? Mou ichi nin no Ichigo!?» (断界に潜伏？もう一人の一護！？)                                 | Нет (филлер) | 16 августа 2011 года  |
| 336 | Преследовать Кагэродзу ! Технологический Отдел Развития, наступление! «Kageroza o oe! Gijutsukaihatsu Kyoku, sennyū!» (影狼佐を追え！技術開発局、潜入！) | Нет (филлер) | 23 августа 2011 года  |
| 337 | Создатель Душ+ «Kaizō konpaku no kaihatsusha» (改造魂魄の開発者)                                                                                         | Нет (филлер) | 30 августа 2011 года  |
| 338 | Мысли Кона, Мысли Нодзоми «Kon no omoi, Nozomi no omoi» (コンの想い、望実の想い)                                                                         | Нет (филлер) | 6 сентября 2011 года  |
| 339 | Защитить Ичиго! Связь друзей! «Ichigo o Mamore! Nakama Tachi no Kizuna!» (一護を護れ！仲間たちの絆！)                                                    | Нет (филлер) | 13 сентября 2011 года |
| 340 | Рэйгаи против Оригиналов, битва за гордость! «Reigai VS Genshu, Hokori o Kaketa Gekitō!» (霊骸VS原種、誇りをかけた激闘！)                                | Нет (филлер) | 20 сентября 2011 года |
| 341 | Вторжение в Готэй 13, заключение! «Shingun Hen, Saishū Kecchaku!» (侵軍篇、最終決着！)                                                                   | Нет (филлер) | 27 сентября 2011 года |
| 342 | Спасибо «Arigatō» (ありがとう) | филлер + 423 | 4 октября 2011 года   |
| После победы над Око Юсимой и овобождения Нодзоми Кудзё и Каргэродзы Инабы, Ичиго и остальные возвращаются в Каракуру. Ичиго и Рукия продолжают борьбу с пустыми, но из-за применения «Финальную Гэцугу Тэнсё» Ичиго не в состоянии с ними сражаться. После этого Ичиго, Рукия и остальные отправляются на ледяной каток чтобы отдохнуть. После этого Ичиго и Рукия направляются домой, но Ичиго, чувствуя присутствие пустого, направляется на его поиски. Найдя пустого Ичиго и Рукия начинают с ним сражение и одолевают его, после чего Ичиго теряет сознание. Утром Ичиго приходит в себя находясь у себя дома. Рукия оповещает его, что он прошёл вторую стадию по потери силы синигами. Рукия начала постепенно исчезать. Ичиго прощается с Рукией и благодарит её за то, что встретил её. | |              |                       |

### Сезон 16: Потерянное удостоверение синигами (2011—2012)
| 343 | Ученик старшей школы 3-го Года! Новая сюжетная арка начинается! «Kōkō 3 nensei! yosoi arata ni shinshō kaishi!» (高校３年生！装い新たに新章開始！)                                 | 424-425          | 11 октября 2011 года |
| После сражения Ичиго с Айзэном Соскэ и потери силы синигами прошло семнадцать месяцев, теперь Ичиго семнадцать лет и он ученик старшей школы. Возвращаясь с друзьями домой, Ичиго избивает вора и возвращает краденый рюкзак его владельцу, которым оказался Куго Гиндзё — лидер организации Xcution (Экзекуция). Позже в школу Ичиго приходят бандиты, так как он избил одного из них, и в битву вступает Урю Исида. Гиндзё и все члены Xcution решают встретиться с Ичиго Куросаки. | |                  |                      |
| 344 | Спор в школе?! Ичиго и Урю сражаются вместе! «Gakkou kan kousou!? Ichigo to Uryuu, kyoutou!» (学校間抗争！？一護と雨竜、共闘！)                                                    | 426-429          | 18 октября 2011 года |
| Ичиго и Урю побеждают всех бандитов с помощью босса Ичиго, Унагии Икуми, которая забирает его на работу. В магазин Унагии наносит визит Гиндзё, который делает Ичиго предложение, над которым Ичиго обещает подумать. На Урю нападает Сюкуро Цукисима. | |                  |                      |
| 345 | Урю подвергается нападению, Угроза приближается! «Osowa reta Uryū, nakama-tachi ni semaru kyoui!» (襲われた雨竜、仲間達に迫る脅威！)                                               | 428-430 + филлер | 25 октября 2011 года |
| Ичиго узнаёт о том, что на Урю напали. Рюкэн утверждает, что на него напал человек с огромной силой. На Кэйго и Мидзуиро нападает бандит, которого Ичиго избил ранее. Ичиго выручает друзей и выясняет, что его нанял Цукисима. Позже Ичиго решает обратиться к Гиндзё за помощью. | |                  |                      |
| 346 | Владелец Подчинения: Куго Гиндзё «Furuburingu no nouryoku sha· Ginjō Kūgo» (完現術の能力者·銀城空吾)                                                                               | 431-433          | 1 ноября 2011 года   |
| Гиндзё знакомит Ичиго с членами Xcution. Гиндзё демонстрирует Ичиго свою силу Подчинения «Крест казни» и рассказывает ему цель организации: помочь Ичиго вернуть силы синигами, чтобы члены Xcution смогли избавиться от своих сил. Позже в организацию приходит Садо. Гиндзё просит Ичиго о помощи. | |                  |                      |
| 347 | Опасность приближается к семье Куросаки?! Беспорядок Ичиго! «Kurosaki-ka ni shinobiyoru kiki!? Ichigo no mayoi!» (黒崎家に忍び寄る危機！？一護の迷い！)                            | Нет (филлер)     | 8 ноября 2011 года   |
| Ичиго решает подумать над предложением Гиндзё. Цукисима находит грешника и тот начинает служить ему. На Юдзу нападает пустой, созданный Цукисимой из грешной души. Ичиго и Гиндзё побеждают пустого и выручают Юдзу. Ичиго соглашается помочь Xcution в своих целях. | |                  |                      |
| 348 | Сила удостоверения - гордость Ичиго! «Daikōshō no chikara, Ichigo no "hokori» (代行証の力、一護の“誇り”！)                                                                         | 434-436          | 15 ноября 2011 года  |
| Ичиго начинает тренировки по получению Полного Подчинения. Первой его тренирует Рирука Докугаминэ — член Xcution. С помощью своего подчинения «Кукольный дом» она перемещает Ичиго в свой кукольный дом, где он сражается с игрушечным поросёнком. Позже эту тренировку усложняет бармен, ещё один член Xcution — Гирико Куцудзава. С помощью своего подчинения «Время не лжёт» он превращает поросёнка Рируки в огромного монстра. Во время тренировки Садо признаётся Ичиго, что его способности и сила приходят ему через его кожу. Ичиго удаётся активировать своё подчинение с помощью удостоверения временного шинигами. | |                  |                      |
| 349 | Следующая цель! Рука Дьявола направлена на Орихиме! «Tsugi no hyōteki, Orihime o nerau ma no te!» (次の標的、織姫を狙う魔の手！)                                                   | 437-439          | 22 ноября 2011 года  |
| С помощью активированного Подчинения, Ичиго побеждает поросёнка Рируки и заканчивает первую тренировку. Выясняется, что внутри этого поросёнка находился человек. Человек уходит, обещая никому не рассказывать о происшедшем. На Иноуэ нападает Моэ Сисигавара — ученик Цукисимы. Однако поражённый красотой Иноуэ, Моэ не может ей навредить. Позже появляется Цукисима, он признаётся ей, что именно он напал на Урю и демонстрирует ей своё Подчинение — «Книгу конца». Цукисима хочет наказать Моэ за то, что он не выполнил его просьбу, но Иноуэ встаёт на его защиту. Садо, чувствуя, что Иноуэ в опасности, спешит вместе с Ичиго к ней на помощь. | |                  |                      |
| 350 | Человек, который убил исполняющего обязанности синигами!? Цукисима делает свой ход «Shinigami daikō o koroshita otoko!? Ugokidasu Tsukishima» (死神代行を殺した男！？動き出す月島) | 440-442          | 29 ноября 2011 года  |
| Цукисима ранит Иноуэ «Книгой конца». Ичиго и Садо приходят к Иноуэ на помощь, но Цукисима и Моэ исчезают. Рана, которую оставил Цукисима, бесследно исчезает. Ичиго и Садо хотят узнать у Иноуэ что произошло, но она говорит, при этом не понимая этого, что ничего не произошло и что она встретила Цукисиму, назвав его своим другом. Позже Ичиго приходит к Гиндзё и рассказывает о происшедшем. Гиндзё рассказывает, что Цукисима был их лидером, но убив временного синигами, предал организацию. Икуми просит Ичиго быть осторожным с Гиндзё. Позже Ичиго замечает Иссина и Урахару вместе, при этом думая, что они что-то скрывают от него. Иноуэ просит Садо быть осторожнее с Цукисимой. В это время Цукисима и Моэ обсуждают нападение на Xcution и захват Ичиго Куросаки в своих целях.                                           | |                  |                      |
| 351 | Подчинение, ненавистная Сила! «Furuburingu, imikirawareta chikara!» (フルブリング、忌み嫌われた力！)                                                                               | филлер + 441-442 | 6 декабря 2011 года  |
| Ичиго продолжает тренировки по получению Полного Подчинения. Тем временем за Садо следит Моэ по приказу Цукисимы. Ичиго побеждает своих противников и заканчивает тренировку. После этого Садо говорит Ичиго, что у него всё в порядке. Ичиго начинает новую тренировку, в которой его начинает тренировать Джекки Тристан - член Xcution. Активировав своё подчинение «Грязные сапоги» Джеки начинает атаковать Ичиго. | |                  |                      |
| 352 | Цукисима нападает! Прерванная тренировка «Tsukishima, kyōshū! Bōgai sareta shugyō» (月島、強襲！妨害された修行)                                                                    | 442-444          | 13 декабря 2011 года |
| Ичиго продолжает тренировку с Джекки. В её процессе подчинение Ичиго начинает выходить из под контроля, однако он продолжает тренироваться, чтобы вывести подчинение на новый уровень. Садо спрашивает Гиндзё о способностях Цукисимы. Его беспокоит состояние Иноуэ. В штаб квартиру Xcution вторгается Цукисима. Он разрубает аквариум, в котором проходила тренировка Ичиго. Перед всеми предстает Ичиго с подчинением, напоминающем покров шинигами. | |                  |                      |
| 353 | Ичиго, освоение Подчинения! «Ichigo, Furuburingu jutsu o tsukai konase!» (護、完現術を使いこなせ！)                                                                                | 445-446          | 20 декабря 2011 года |
| Используя новою силу своего Подчинения, Ичиго начинает сражение с Цукисимой. Ичиго выясняет, что именно Цукисима напал на Урю и Иноуэ и в гневе атакует его, но его останавливает Гиндзё и начинает сражение с Цукисимой. Восстановив силы, Ичиго продолжает сражение с Цукисимой. Цукисима атакует Ичиго в полную силу. Юкио — член Xcution, прерывает бой Ичиго и Цукисимы, используя своё подчинение «Нарушители должны умереть», и отправляет Ичиго в безопасное место. | |                  |                      |
| 354 | Ичиго против Гиндзё! На игровом пространстве «Ichigo vs Ginjō, gēmu no kūkan e» (護vs銀城、ゲームの空間へ)                                                                         | 447-449          | 27 декабря 2011 года |
| Цукисима отступает и оставляет членов Xcution в живых. Гиндзё, Ичиго и члены Xcution прибывают в безопасное место и обдумывают прошедшую битву. Иноуэ вылечивает раны Урю, нанесённые Цукисимой. Гиндзё решает помочь Ичиго полностью овладеть Полным Подчинением и просит Юкио помочь ему в этом. Юкио, используя «Нарушители должны умереть», перемещает Ичиго и Гиндзё в виртуальное пространство, где Ичиго начинает сражение с Гиндзё и последнюю тренировку по получению Полного Подчинения. Садо приводит Иноуэ в штаб Xcution, где она знакомится с Рирукой и остальными членами организаций. Юкио отправляет Иноуе в виртуальный мир, где она должна вылечивать раны Ичиго, нанесённые Гиндзё. | |                  |                      |
| 355 | Синигами Начинают Сражение! В Сэйрэйтее Тоже Есть Новогоднее Специальное предложение! «Shinigami sansen! Seireitei mo oshōgatsu SP!» (死神参戦！瀞霊廷もお正月ＳＰ！)              | Нет (филлер)     | 10 января 2012 года  |
| Спустя 17 месяцев синигами устраивают под Новый Год соревнования воздушных змеев и веселятся, а Рукия исполняет фирменный танец клана Кучики на сцене. | |                  |                      |
| 356 | Враг или Друг?! Невидимое Сердце Гиндзё! «Teki ka mikata ka!? Ginjō no mienai kokoro!» (敵か味方か！？銀城の見えない心！)                                                          | 449-451          | 17 января 2012 года  |
| Ичиго продолжает тренировку с Гиндзё. Иноуэ исциляет его раны. Садо вспоминает о том, как его ранил Цукисима. Во время тренировки Гиндзё лишает Ичиго зрения и тот не может атаковать, но к Ичиго возвращается способность чувствовать реяцу. Ичиго побеждает Гиндзё и завершает последнюю тренировку. | |                  |                      |
| 357 | Опасность Приближается... Способность Цукисимы! «Shinobiyoru kyoui...Tsukishima no nōryoku!» (忍び寄る脅威…月島の能力！)                                                           | 452 + филлер     | 24 января 2012 года  |
| Ичиго начинает совершенствовать свой способности Полного Подчинения. Садо и Иноуэ решают найти Цукисиму и разобраться с ним. Рирука просит их не делать этого, но те говорят, что хотят помочь Ичиго победить и направляются дальше. Тем временем Цукисима находит Рируку и, раня её «Книгой конца» сталкивается с Садо и Иноуэ, начиная с ними бой. Садо и Иноуэ атакую Цукисиму свойми мощными атаками, но из за силы «Книги конца» проигрывают ему и теряют сознание. | |                  |                      |
| 358 | Столкновение?! Экзекуция Нападает на Гиндзё «Gekitotsu!? Ginjō o osō XCUTION» (激突！？銀城を襲うＸＣＵＴＩＯＮ)                                                                   | 452-453+ филлер  | 31 января 2012 года  |
| Исида пытается найти Ичиго и выясняет, что вокруг всех его знакомых присутствует странная духовная сила. Тем временем Ичиго завершает своё Полное подчинение и отправляется домой. Там он сталкивается с Цукисимой, которого непонятным образом Юзу и Карин приняли за двоюродного брата. Выясняется, что Цукисима каким-то образом повлиял на его семью и друзей. Обезумев, Ичиго бежит по улице и встречает Гиндзё, который говорит, что все члены Экзекуции, исключая его, попали под способность Цукисимы. | |                  |                      |
| 359 | Печальное Сражение! Ичиго против Садо и Орихимэ! «Kanashimi no tatakai! Ichigo VS Sado & Orihime!» (哀しみの戦い！一護VS茶渡＆織姫！)                                              | 454-456          | 7 февраля 2012 года  |
| В убежище Гиндзё и Ичиго решают покончить с Цукисимой, чьи способности изменили память друзей Ичиго и Подчиняющих, но их находит Юкио. Он отводит их в особняк Цукисимы, в котором присутствуют друзья Ичиго и члены Xcution. Ичиго начинает бой против Цукисимы, а Гиндзё против уже бывших товарищей. Во время боя Цукисиму загораживают Садо и Иноуэ, которым тоже изменили воспоминания, что оказывает психологическое влияние на Куросаки. | |                  |                      |
| 360 | Ичиго против Урю?! Кто Предатель? «Ichigo VS Uryū!? Uragirimono wa dare da!» (一護VS雨竜！？裏切り者は誰だ！)                                                                      | 456-458          | 14 февраля 2012 года |
| Ичиго продолжает сражение с Цукисимой, а Гиндзё с членами Экзекуции, включая Моэ. Моэ использует против Гиндзё своё Полное Подчинение, «Кастет Джекпота», но тот уклоняется от всех атак. Цукисима рассказывает, что сила «Книги конца» заключается в том, что её владелец может поместить своё присутствие в прошлое жертвы, как воспоминание. После этих слов, Цукисима атакует Ичиго и хочет ранить его, но под удар попадает Гиндзё. На место битвы прибывает Урю и кричит Ичиго о том, что на него на самом деле напал Гиндзё. После этих слов Гиндзё ранит Ичиго, а Цукисима ранит Урю. Гиндзё рассказывает Куросаки, что сила Цукисимы способна изменять память жертвы при одном ударе, а если жертву ударят второй раз, то все её восспоминания к ней вернутся. Так же, с помощью своего «Креста Казни», Гиндзё поглощает силы Ичиго. | |                  |                      |
| 361 | Новое Появление! Встреча с Готэем 13! «Arata na sugata! Gotei jūsan tai, kenzan!» (新たな姿！護廷十三隊、見参！)                                                                   | 459-460          | 21 февраля 2012 года |
| Гиндзё с помощью «Креста Казни» поглощает Полное Подчинение Ичиго. Кажется, что бой проигран, но появляется Рукия и с помощью меча, созданного Урахарой, возвращает ему утраченую силу синигами. Туда также прибывают Рэндзи, Бякуя, Дзараки, Иккаку и Тосиро, которые говорят, что они тоже вложили свою реацу в этот меч. Ичиго начинает сражение с Гиндзё. | |                  |                      |
| 362 | Возвращение! Временный Синигами: Ичиго Куросаки! «Fukkatsu! Shinigami daikō･Kurosaki Ichigo!» (復活！死神代行･黒崎一護！)                                                          | 461-463          | 28 февраля 2012 года |
| Ичиго наносит Гиндзё смертельный удар, но тому с помощью украденой силы удаётся выжить. Тосиро рассказывает Ичиго причины, по которым Ямамото решил вернуть ему утраченную силу: за победу над Айзеном и чтобы победить Гиндзё, который когда-то был временным синигами. Гиндзё передает членам Xcution часть украденной силы Куросаки. Начинаются сражения: Куросаки Ичиго против Гиндзё Куго, Кучики Рукия против Докугаминэ Рируки, Кучики Бякуя против Цукисимы Сюкуро, Абараи Рэндзи против Джекки Тристан, Дзараки Кенпачи против Куцудзава Гирико, Хицугая Тосиро против Юкио, Мадарамэ Иккаку против Сисигавары Моэ. Дзараки побеждает Гирико. | |                  |                      |
| 363 | Жестокая Борьба! Синигами против Экзекуции! «Gekitō! Shinigami vs XCUTION!» (激闘！死神ｖｓＸＣＵＴＩＯＮ！)                                                                       | 464-468          | 6 марта 2012 года    |
| Урю приходит на помощь к Ичиго и те начинают сражение с Гиндзё. Рэндзи побеждает Джеки и та спасает его от ловушки Юкио. Тем временем Тосиро побеждает Юкио и предлагает ему сделку, если он уберет все виртуальные комнаты, то он отпустит его. Иккаку побеждает Моэ в рукопашном бою. Бякуя готовится к сражению с Цукисимой. | |                  |                      |
| 364 | Отчаянное Сражение!? Тревожные Воспоминания Бякуи «Zettai zetsumei!? Kioku o hasamareta Byakuya» (絶体絶命！？記憶を挟まれた白哉)                                                  | 468-472          | 13 марта 2012 года   |
| Воспоминания Рируки о её трудном детстве и о её первой встречи с Гиндзё. Моэ хочет взять реванш у Иккаку, но тот убеждаеет его больше не сражаться. Рукия продолжает сражение с Рирукой и та с помощью своего Подчинения прячется внутри неё. Во время боя Цукисима ранит Бякую и отражает все его атаки, но, несмотря на всё это Бякуя побеждает его. | |                  |                      |
| 365 | Ичиго против Гиндзё! Тайна Временного Удостоверения «Ichigo VS Ginjō! Daikōshō no himitsu» (一護VS銀城！代行証の秘密)                                                              | 470, 473-476     | 20 марта 2012 года   |
| Ичиго продолжает сражение с Гиндзё. Выястняется что Куго, с помощью украденной силы Куросаки, может использовать все его атаки. Синигами, победив своих противников, освобождаются из виртуальных миров. Во время боя Гиндзё оповещает Ичиго о том, что Цукисима скоро умрёт и после этого друзья и семья Ичиго вернутся в норму. Также Гиндзё рассказывает Ичиго об Удостоверении временного синигами. Ичиго активирует свой Банкай и уничтожает виртуальное пространство. Он заявляет Гиндзё, что подозревал об этом, но всё равно решил сражаться на стороне синигами, которые дали ему возможность защитить родных и близких. Услышав ответ от Куросаки, Гиндзё активирует свой Банкай и начинает схватку. | |                  |                      |
| 366 | Изменение Истории. Неизменное Сердце «Kawariyuku rekishi, kawaranu kokoro» (変わりゆく歴史、変わらぬ心)                                                                            | 476-479          | 27 марта 2012 года   |
| Ичиго побеждает Гиндзё. Прибышие на помощь синигами возврашаются в Общество душ. Цукисима пытается убить Ичиго, но его останавливает, появившаяся из тела Рукии, Рирука, после чего выжившие члены Экзекуции расходятся, чтобы найти свой путь. Ичиго прибывает в Общество душ, где его встречают капитаны Готэя 13. Ичиго просит Ямамото, чтобы они похоронили Гиндзё в мире живых, на что тот соглашается. После своих приключений, Ичиго возвращается в Каракуру, где его торжествено встречают друзья и семья. Мир возвращается к обычной жизни. | |                  |                      |